# Conus portobeloensis
Conus portobeloensis é uma espécie de gastrópode do gênero Conus, pertencente à família Conidae.